# Rothmans Championship 1976
Rothmans Championship 1976 var ett race som var en avvikarserie från Tasman Series, och körde bara under en säsong, vilket alltså var denna. Vern Schuppan vann titeln.

## Delsegrare
| Datum       | Bana      | Vinnare       |
| ----------- | --------- | ------------- |
| 2 februari  | Oran Park | Vern Schuppan |
| 9 februari  | Adelaide  | Ken Smith     |
| 16 februari | Sandown   | John Cannon   |

## Slutställning
| Plats | Förare         | Poäng |
| ----- | -------------- | ----- |
| 1     | Vern Schuppan  | 21    |
| 2     | Ken Smith      | 16    |
| 3     | John Cannon    | 9     |
| 4     | Kevin Bartlett | 8     |
| 5     | John Goss      | 4     |
| 6     | John Leffler   | 3     |
| 7     | David Purley   | 1     |
| 8     | John McCormack | 1     |